# Gérard Couturier
Gérard Couturier (* 12. Januar 1913 in Saint-Louis-du-Ha! Ha!, Québec, Kanada; † 2. Februar 1999) war ein kanadischer Geistlicher und Bischof von Hauterive.

## Leben
Gérard Couturier empfing nach dem Studium der Katholischen Theologie und Philosophie am 25. März 1938 durch den Bischof von Rimouski, Georges-Alexandre Courchesne, das Sakrament der Priesterweihe.
Am 27. Dezember 1956 ernannte ihn Papst Pius XII. zum Bischof von Sankt-Lorenz-Golf. Der Erzbischof von Rimouski, Charles Eugène Parent, spendete ihm am 28. Februar 1957 die Bischofsweihe; Mitkonsekratoren waren der Bischof von Gaspé, Albini LeBlanc, und der Weihbischof in Chicoutimi, Marius Paré. Die Amtseinführung erfolgte am 12. März 1957. Während der Amtszeit von Bischof Gérard Couturier wurde die Kathedrale Saint-Jean-Eudes erbaut.
Gérard Couturier trat am 7. September 1974 aus Gesundheitsgründen als Bischof von Hauterive zurück. Seinen Ruhestand verbrachte er in Sainte-Anne-des-Monts.
Couturier nahm an allen vier Sitzungsperioden des Zweiten Vatikanischen Konzils teil.